# Шапка Мономаха
Шапка Монома́ха (корона Великих московських царів) — головний убір (тюбетейка) з соболиним обрамленням, прикрашений коштовним камінням і хрестом (XIV ст.).
Витвір самаркандських золотарів кінця XIII чи початку XIV століть.

## Історія
Саму корону було зроблено для татарського хана (мабуть, для Узбека) у 1300-х. Найімовірнішою видається версія, що хан Узбек подарував головний убір московському князю Юрію Даниловичу в 1317 при його одруженні з донькою хана Кончакою.
Наприкінці XV століття її перейменували, чи перехрестили, додавши хреста, хутрове обрамлення й виписали новий паспорт — підтасовану легенду, яка пов'язувала її з візантійським імператором Констянтином Мономахом.
За легендою, яка виникла наприкінці XV — початку XVI ст., візантійський імператор Костянтин IX Мономах (*бл. 1000 — †1055) прислав своєму онуку — Великому київському князеві Володимиру Мономаху (1113—1125) шапку — символ імператорської влади. На думку Мономашичів — правителів Московії, це давало їм право на титул «цар» (цезар в Римській імперії).
Це походження широким науковим загалом визнається сумнівним. Володимиру тоді було всього два роки, ймовірність того, що саме він одержить київський трон, була занадто малою.
Перша згадка про Шапку сягає 1328 — в духовній грамоті (тобто заповіті) Івана Калити серед інших скарбів названа «шапка золота». Багато сучасні дослідники вважають, що тут мається на увазі саме вона — Шапка Мономаха.
Знаменита регалія важить трохи менше кілограма. За початковим описом випливає, що її основа виготовлена з дерева і зсередини обклеєна оксамитом. З зовнішньої сторони вона обкладена вісьмома філігранними пластинами із золота. Її прикрашає соболине хутро на оторочці і 43 дорогоцінних камені: сапфіри, смарагди, рубіни і перли. Цікавий той факт, що вартість Шапки ніколи не була переведена в грошові одиниці; досі на цей рахунок немає вільної інформації.
Шапка мала особливий статус і функцію. Нею вінчали на правління всіх государів з Івана Грозного (1546) до Івана V (1682), старшого брата Петра Першого. Причому кожен государ одягав Шапку лише одного разу: під час урочистої церемонії її прилюдно покладали на голову нового царя, а після свята ховали в скарбницю. Але Петро Перший підвищив статус російських государів, і цю традицію скасували. Відтоді імператорів коронували вінцем (а з 1762 Великою імператорською короною), а Шапка була присутня на урочистостях тільки як реліквія.
Цікаво, але в Оружейній палаті Московського кремля зберігаються дві Шапки Мономаха: Шапка Великого наряду (про яку зараз йдеться) і так звана «мала шапка другого наряду». Вона у всьому копіює історичну регалію, лише трохи поступаючись їй у багатстві й красі. Друга була виготовлена спеціально для вінчання Петра Олексійовича, як співправителя Івана V. На престол сходили два правителі, і було потрібно дві коронаційні регалії.